# إداو محند (وادي الصفاء)
إداو محند هي إحدى مشيخات المملكة المغربية، تتبع جغرافيا لإقليم شتوكة آيت باها وإداريًا لوادي الصفاء. يقدر عدد سكانها بـ 16452 نسمة حسب الإحصاء الرسمي للسكان والسكنى لسنة 2004.